# وارن اچ. واگنر
وارن اچ. واگنر (انگلیسی: Warren H. Wagner; ۲۹ اوت ۱۹۲۰ – ۸ ژانویهٔ ۲۰۰۰) گیاه‌شناس اهل ایالات متحده آمریکا بود.